# Ipomoea vivianae
Ipomoea vivianae är en vindeväxtart som beskrevs av Antonio Krapovickas. Ipomoea vivianae ingår i släktet praktvindor, och familjen vindeväxter. Inga underarter finns listade i Catalogue of Life.